# The Criterion
The Criterion (deutsch Der Maßstab) war eine englische Literaturzeitschrift, die von T. S. Eliot begründet wurde und von 1922 bis 1939 erschien. Während der gesamten Zeitspanne war Eliot Herausgeber und redaktioneller Leiter und behielt sich alleine die Auswahl der veröffentlichten Texte vor.
Die Zeitschrift erschien vierteljährlich, 1927 und 1928 vorübergehend auch monatlich, und bot eine Plattform vor allem für Literaturkritik und poetologische Essays. Teilweise wurden aber auch literarische Texte und politische Schriften veröffentlicht. Eliot finanzierte sie zunächst aus privaten Zuwendungen, bis sie 1925 vom Verlag Faber & Gwyer (später Faber & Faber) übernommen wurde. Zahlreiche namhafte Autoren wie Virginia Woolf, Ezra Pound, William Butler Yeats und W. H. Auden schrieben Beiträge für The Criterion. Darüber hinaus enthielt jede Ausgabe mindestens einen Text von Eliot selbst. In einem Kommentar setzte er sich jeweils feuilletonistisch mit aktuellen Ereignissen auseinander. Auch einige literarische Texte von Eliot wurden in der Zeitschrift erstveröffentlicht (teilweise noch in frühen Fassungen, die von den später publizierten abweichen), so etwa The Waste Land und The Hollow Men. The Criterion war auch die erste Zeitschrift, die englische Übersetzungen von Texten Marcel Prousts und Paul Valérys druckte.
Im Januar 1926 stellte Eliot in einem Leitartikel selbst den Sinn seiner Zeitschrift dar. Sie sollte in erster Linie literarisch orientiert sein, sich dabei jedoch nicht vom restlichen Zeitgeschehen abgrenzen. Eine scharfe Grenze zwischen Literatur und Leben ließ sich seiner Meinung nach nicht ziehen, ohne dabei das Leben der Literatur zu zerstören. Aus diesem Grund erschien es ihm unumgänglich, auch Texte zu Politik und sonstigem Zeitgeschehen zu publizieren. Im Laufe der Zeit wurde The Criterion zunehmend politischer, bis auch nach Eliots Auffassung der Rahmen einer Literaturzeitschrift gesprengt wurde – in der letzten Ausgabe 1939 gestand er in einem Abschiedstext infolgedessen sein Scheitern als Herausgeber ein, ohne jedoch von der grundsätzlichen Notwendigkeit eines solchen Mediums zur Erneuerung des „Europäischen Geistes“ abzurücken.
Eliot selbst veröffentlichte in The Criterion mitunter scharfe und polemische Kritiken, die sich unter anderem mit Winston Churchill, Bertrand Russell, Sigmund Freud und H. G. Wells beschäftigten. Die Auswahl der publizierten Texte richtete sich stark nach seinen persönlichen Vorlieben und Interessen (wobei er jedoch auch Gegenstimmen zu Wort kommen ließ). Insbesondere setzte er sich häufig kritisch mit dem romantischen und modernen Denken auseinander. Seine Arbeit als Herausgeber der Zeitschrift nahm Eliot ausgesprochen ernst und betrachtete sie als Teil einer Verpflichtung, als Literat auch ein breites Publikum zu erreichen.
The Criterion gilt heute als eine der bedeutendsten Literaturzeitschriften der Moderne. Einzelne Ausgaben erschienen auch unter den Titeln The New Criterion und The Monthly Criterion.

## Belege
1. 1 2 3  Johannes Kleinstück: T. S. Eliot, Rowohlt: Reinbek bei Hamburg (1966), S. 87ff.
2. ↑  Nicholas Sabloff: The Nursery of Genius (Memento des Originals vom 7. Januar 2009 im Internet Archive)  Info: Der Archivlink wurde automatisch eingesetzt und noch nicht geprüft. Bitte prüfe Original- und Archivlink gemäß Anleitung und entferne dann diesen Hinweis., gesehen am 25. Oktober 2009